# 斛黎文
斛黎文（？—427年），十六国时期夏国大臣，姓斛黎。
斛黎文在赫连昌属下担任尚书，427年六月初二，北魏太武帝拓跋焘亲征夏国，赫连昌亲自统率步、骑兵共三万人出统万城迎战。拓跋焘忽因坐骑失蹄摔倒，掉下马来，几乎被夏国的军卒所抓获。拓跋齐拼死尽力搏战，保护拓跋焘。拓跋焘趁机跳上马背，直刺斛黎文，当即把他杀死，随后杀死敌人骑兵十多个人，夏军完全崩溃。